# 野田英二郎
野田 英二郎（のだ えいじろう、1927年 - ）は、日本の元外交官。

## 活動
2000年2月 - 2001年1月、文部科学省教科用図書検定調査審議会委員に就任。同年10月、当時は白表紙本としてしか公開されていなかった特定の教科書をネオナチと同一視し、一発不合格にすべきだと各委員に迫ったことを産経新聞にスクープされ、委員を解任された。この事件により、教科書検定審議会から外務省関係者が排除された。
その他にも、日本労働党の機関紙などにたびたび寄稿している。

## 経歴
- 都立四中卒業
- 1944年 一高入学
- 1950年 東京大学法学部卒業。外務省入省
- 1950年 - 1951年 英語研修（米国ミネソタ大学）
- 1951年 - 1953年 条約局第三課
- 1953年 - 1954年 ワシントンD.C.在勤
- 1954年 - 1955年 メキシコシティ在勤
- 1958年 - 1961年 香港在勤（副領事）
- 1961年 - 1963年 モスクワ在勤（二等書記官）
- 1966年 - 1968年 アジア局北東アジア課長
- 1968年 - 1969年 ロンドン（イギリス国際戦略研究所研究員）
- 1969年 - 1971年 ソウル在勤（参事官）
- 1971年 - 1973年 プラハ在勤（参事官）
- 1975年 - 1977年 内閣調査室次長
- 1977年 - 1979年 香港総領事[3]
- 1979年 - 1981年 ベトナム大使
- 1981年 - 1983年 ペルー大使
- 1983年 - 1987年 外務省研修所長
- 1987年 - 1990年 インド大使（兼ブータン大使[4]）　1990年退官
- 1990年 - 1999年 東洋エンジニアリング株式会社顧問
- 1991年 - 1995年 財団法人日中友好会館理事長
- 1995年 - 2002年 財団法人日中友好会館副会長
- 2002年以降 財団法人日中友好会館顧問
- 2000年 -  国際基督教大学理事
  - 公益財団法人日印協会顧問、日印調査委員会日本委員長[5]

## 著書
- 『海外からみた日本』（露満堂、1999年）

## 訳書
- バスカー チャタージー他『インドでの日本式経営』（サイマル出版会、1993年）